# Ferdinand Kingsley
Pour les articles homonymes, voir Kingsley.
 (septembre 2022).
La mise en forme du texte ne suit pas les recommandations de Wikipédia : il faut le « wikifier ».
Les points d'amélioration suivants sont les cas les plus fréquents. Le détail des points à revoir est peut-être précisé sur la page de discussion.
- Les titres sont pré-formatés par le logiciel. Ils ne sont ni en capitales, ni en gras.
- Le texte ne doit pas être écrit en capitales (les noms de famille non plus), ni en gras, ni en italique, ni en « petit »…
- Le gras n'est utilisé que pour surligner le titre de l'article dans l'introduction, une seule fois.
- L'italique est rarement utilisé : mots en langue étrangère, titres d'œuvres, noms de bateaux, etc.
- Les citations ne sont pas en italique mais en corps de texte normal. Elles sont entourées par des guillemets français : « et ».
- Les listes à puces sont à éviter, des paragraphes rédigés étant largement préférés. Les tableaux sont à réserver à la présentation de données structurées (résultats, etc.).
- Les appels de note de bas de page (petits chiffres en exposant, introduits par l'outil «  Source ») sont à placer entre la fin de phrase et le point final[comme ça].
- Les liens internes (vers d'autres articles de Wikipédia) sont à choisir avec parcimonie. Créez des liens vers des articles approfondissant le sujet. Les termes génériques sans rapport avec le sujet sont à éviter, ainsi que les répétitions de liens vers un même terme.
- Les liens externes sont à placer uniquement dans une section « Liens externes », à la fin de l'article. Ces liens sont à choisir avec parcimonie suivant les règles définies. Si un lien sert de source à l'article, son insertion dans le texte est à faire par les notes de bas de page.
- La présentation des références doit suivre les conventions bibliographiques. Il est recommandé d'utiliser les modèles {{Ouvrage}}, {{Chapitre}}, {{Article}}, {{Lien web}} et/ou {{Bibliographie}}. Le mode d'édition visuel peut mettre en forme automatiquement les références.
- Insérer une infobox (cadre d'informations à droite) n'est pas obligatoire pour parachever la mise en page.

Pour une aide détaillée, merci de consulter Aide:Wikification.
Si vous pensez que ces points ont été résolus, vous pouvez retirer ce bandeau et améliorer la mise en forme d'un autre article.
Ferdinand James M. Kingsley (né le 13 février 1988) est un acteur britannique. Il est notamment connu pour son rôle de Hamza Bey dans le film Dracula Untold (2014), de Mr. Francatelli dans la série télévisée Victoria (2016–2019), et de Irving Thalberg dans le film Mank (2020).
En 2022, il incarne Hob Gadling dans la série anglo-américaine Sandman (2022).

## Biographie
Ferdinand Kingsley est né le 13 février 1988 à Leamington Spa, dans le Warwickshire.
Il est le fils de l'acteur Ben Kingsley et de la metteuse en scène Alison Sutcliffe. Il a un frère, Edmund Kingsley, une demi-sœur, Jasmin Bhanji et un demi-frère, Thomas Alexis Bhanji.
Il étudia à la Warwick School et à la Guildhall School of Music and Drama.

## Carrière
il fait ses débuts au cinéma en 2007 aux côtés de son père dans La Dernière Légion.
En 2014, il joue dans Dracula Untold.
De 2016 à 2019, il est au casting de la série Victoria.
En 2020, il joue le producteur Irving Thalberg dans le film Mank de David Fincher.
En 2022, il incarne Hob Gadling dans la série anglo-américaine Sandman. L'année suivante, il tient un rôle secondaire dans Silo, avec Rebecca Ferguson.

## Filmographie

### Cinéma

#### Longs métrages
- 2007 : La Dernière Légion (The Last Legion) de Doug Lefler : Un jeune druide
- 2014 : Dracula Untold de Gary Shore : Hamza Bey
- 2020 : Mank de David Fincher : Irving Thalberg

#### Courts métrages
- 2014 : Heard de Lisa Clarke : Le serveur
- 2018 : A Portrait of the Artist Angus Fairhurst de Saam Farahmand : Angus
- 2022 : Here We Are d'Alexander Vlahos : Jack

### Télévision

#### Séries télévisées
- 2012 : The Hollow Crown : Sir John Bushy
- 2013 : Ripper Street : Joshua Bloom
- 2013 : Hercule Poirot (Agatha Christie's Poirot) : Desmond Burton-Cox
- 2014 : Borgia : Giulio d'Este
- 2016 - 2019 : Victoria : Mr Francatelli
- 2017 : Doctor Who : Catchlove
- 2017 : Still Star-Crossed : Aldo Lazzara
- 2019 : Perpetual Grace, LTD : Pa jeune
- 2021 : Inspecteur Barnaby (Midsomer Murders) : Brandon Yarrow
- 2022 : Sandman : Hob Gadling
- 2022 : Reacher : A.M
- 2023 : Silo : George Wilkins

#### Téléfilms
- 2010 : Van Gogh : Painted with Words d'Andrew Hutton : Albert Aurier
- 2013 : The Whale d'Alrick Riley : Hendricks